# Â
Â, â (a - circumflex) és una lletra de l'alfabet els idiomes inari sami, skolt sami, romanès i vietnamita. Aquesta lletra també apareix en els idiomes francès, friül, frisó, portuguès, turc, való i gal·lès com a variant de la lletra “a”. Fonèticament, â es pronuncia tradicionalment com a ɑ.

## Llengües berbers
"â" es pot utilitzar en l'alfabet llatí berber per representar [ʕ].

## Emiliano-Romagnol
Â s'utilitza per representar [aː] en els dialectes emilians, com en la bolonyesa cana [kaːna] "canya".

## Feroès
Johan Henrik Schrøter, que va traduir l'Evangeli de Mateu al feroès el 1823, va utilitzar â per indicar una a no sil·làbica, com en l'exemple següent:
| Schrøter 1817                                                                                                  | Feroès modern                                                                                           |
| --- | --- |
| Brinhlid situr uj gjiltan Stouli, Teâ hit veâna Vujv, Drevur hoon Sjúra eâv Nordlondun Uj Hildarhaj tiil sujn. | Brynhild situr í gyltum stóli, tað hitt væna vív, dregur hon Sjúrða av Norðlondum í Hildarheið til sín. |

Â no s'utilitza en feroès modern, però.

## Francès
⟨â⟩, en llengua francesa, s'utilitza com a lletra ⟨a⟩ amb un accent circumflex. És una resta del francès antic, on la vocal va ser seguida, amb algunes excepcions, de la consonant ⟨s⟩. Per exemple, la forma moderna bâton (anglès: stick) prové del francès antic baston. Fonèticament, ⟨â⟩ es pronuncia tradicionalment com /ɑ/, però avui dia rarament es distingeix de /a/ en molts dialectes com el francès parisenc. Tanmateix, el tradicional ⟨â⟩ encara es pronuncia d'aquesta manera en francès quebequès o francès canadenc, que se sap que s'assembla a la fonètica de l'accent francès antic, i és àmpliament parlat pels francesos canadencs, la majoria dels quals viuen a la província de Quebec.
En francès del Magrib, ⟨â⟩ s'utilitza per transcriure la consonant àrab ⟨ع⟩ /ʕ/, la pronunciació de la qual és propera a una [ɑ̯] no sil·làbica.

## Friül
Â s'utilitza per representar el so /ɑː/

## Inari Sami
Â s'utilitza per representar el so /ɐ/

## Italià
Â ocasionalment s'utilitza per representar el so /aː/ en paraules com amârono (els estimaven).

## Persa
Â s'utilitza en la romanització del persa per representar el so /ɒ/.

## Portuguès
En portuguès, â s'utilitza per marcar un accent /ɐ/ en paraules la síl·laba tònica de les quals és nasal i en una ubicació imprevisible dins de la paraula, com en "lâmina" (fulla) i "âmbar" (ambre). Quan la ubicació de la síl·laba tònica és predictible, com en "ando" (camino), no s'utilitza l'accent circumflex. Â /ɐ/ contrasta amb á, pronunciat /a/.

## Romanès
Â és la tercera lletra de l'alfabet romanès i representa /ɨ/, que també es representa en romanès com a lletra î. La diferència entre tots dos és que â s'utilitza al mig de la paraula, com a "România", mentre que î s'utilitza al principi i als finals: "înțelegere" (enteniment), "a urî" (odiar). Una paraula composta que comenci per la lletra î la conservarà, encara que vagi al mig de la paraula: "neînțelegere" (malentès). Tanmateix, si s'afegeix un sufix, la î es transforma en â, com en l'exemple: "a urî" (odiar), "urât" (odiat).

## Rus
Â s'utilitza en el sistema ISO 9:1995 de transliteració russa com a lletra Я.

## Serbocroata
En totes les varietats estàndard de serbocroat, "â" no és una lletra sinó simplement una "a" amb el circumflex que denota la longitud de la vocal. S'utilitza només ocasionalment i després desambigua els homògrafs, que només es diferencien per la longitud de la síl·laba. Això és més comú en el cas del genitiu plural i per això també s'anomena "signe genitiu": "Ja sam sâm" (anglès: I am alone).

## Turc
Â s'utilitza per indicar la consonant abans de palatalitzar "a", com en "kâr" (profit). També s'utilitza per indicar /aː/ en paraules de les quals la vocal llarga canvia el significat, com en "adet" (peces) i "âdet" (tradició) / "hala" (tia) i "hâlâ" (encara).

Lletra llatina A amb circumflex

## Vietnamita
Â és la tercera lletra de l'alfabet vietnamita i representa /ɜ/. â /ɜ/ és una vocal superior a la simple a /ɑ/. En la fonologia vietnamita, es poden afegir signes diacrítics per formar cinc formes per representar cinc tons de â:
- Ầ ầ
- Ẩ ẩ
- Ẫ ẫ
- Ấ ấ
- Ậ ậ

## Ucraïnès
Igual que en rus, Â s'utilitza en el sistema ISO 9:1995 de transliteració ucraïnesa com la lletra Я.

## Gal·lès
En Gal·les, A s'utilitza per representar a llarg estressat 1 [aː] quan, sense el circumflex, la vocal es pronunciaria com a curta [a], p. ex., âr [aːr] "arable", en oposició a ar [ar] "on", o gwâr [ɡwaːr] "civilitzat, humà", en lloc de gwar [ɡwar] "clau del coll". Sovint es troba en síl·labes finals en què les lletres apareixen dues vegades a i es combinen per produir una vocal tònica llarga. Això succeeix comunament quan una arrel verbal que es combina amb la nominalització amb el sufix -ad, com en caniata- + -ad donant caniatâd [kanjaˈtaːd] "permís", i també quan un substantiu singular acabat en a rep el sufix plural -au, com en drama + -au esdevé dramâu [draˈmaɨ, draˈmai] "drames, obres de teatre". També és útil per escriure paraules prestades amb l'accent final, per exemple, brigâd [brɪˈɡaːd] "brigada".
Un circumflex també s'utilitza a la paraula â, que és alhora una preposició, que significa "amb, per mitjà de, com", i la tercera persona no passat del singular del substantiu verbal mynd "anar". Això el distingeix per escrit de la pronunciada de manera semblant a, que significa "i; si; qui, qui, allò".